# حكاميه الكداري (عبس)

تعديل مصدري - تعديل

حكاميه الكداري هي إحدى قرى عزلة بني حسن بمديرية عبس التابعة لمحافظة حجة، بلغ تعداد سكانها 120 نسمة حسب تعداد اليمن لعام 2004.